# Lezgistan
Lezgistan, Lezgië of Lekia (Lezgisch: Леӄи lek'i) is een dubbelzinnige geografische term die wordt gebruikt om te verwijzen naar een deel van de Kaukasus dat voornamelijk wordt bewoond door de bergvolkeren van Dagestan, die in pre-revolutionaire tijden collectief Lezginen werden genoemd. Sinds de 19e eeuw wordt het meer specifiek gebruikt om te verwijzen naar dat deel van Dagestan waar de wat nu in meer beperkte zin de Lezgiërs genoemd worden leven, naast andere Zuid-Dagestaanse volkeren. Het werd ook gebruikt als synoniem voor Zuid-Dagestan.

## Historisch-geografische term

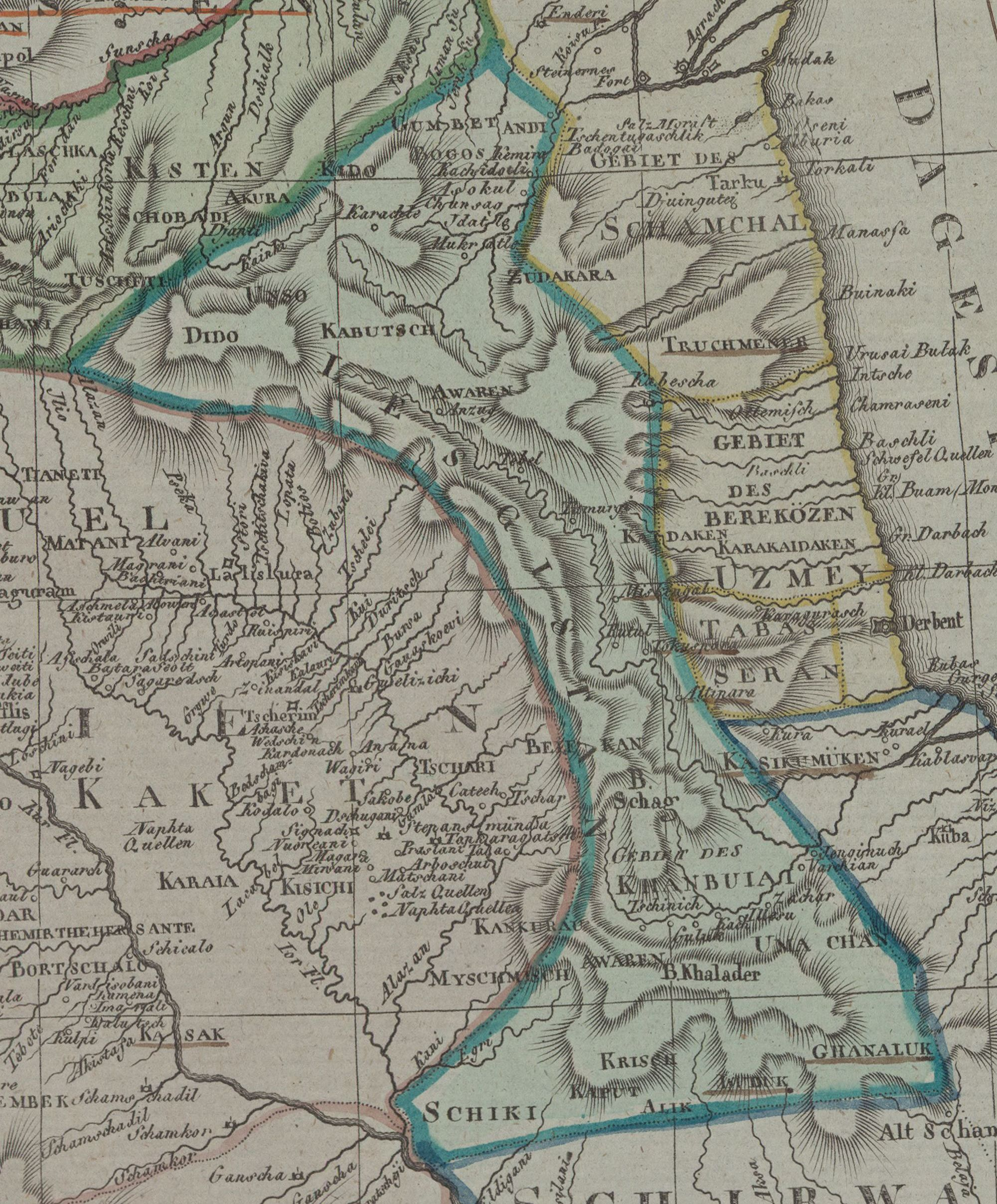
Lezgistan op een kaart van J.C.M. Reinecke (1804)

De term "Lezginistan" ontstond in de eerste helft van de 13e eeuw. De Perzische historicus Rashid al-Din gebruikte voor het eerst de term "Lezgistan" in de algemene betekenis van "Dagestan". In het Russisch werd deze naam overgedragen als Legzistan of Lekzistan. Het etnoniem "Lezgin" werd verspreid over alle inwoners van Dagestan.
Veel 18e- en 19e-eeuwse auteurs zoals Johann Anton Güldenstädt, Karl Eichwald en Adolf Bergé gebruikten de term "Lezginistan" voor Dagestan. Johann Gustav Gärber omvatte in de termen "Lezgi", "Lezgins" en "Lezginistan" het grondgebied van centraal en zuidelijk Dagestan. In 1728 stelde hij een kaart samen van landen en volkeren langs de westkust van de Kaspische Zee, tussen Astrachan en de rivier de Koera. Deze kaart was een van de eerste kaarten voor deze gebieden in de Russische cartografie, die wetenschappelijk was samengesteld. Tegelijkertijd schreef Gerber zijn "Bericht van de volkeren en landen aan de westkant van de Kaspische Zee" ( «Известие о находящихся с западной стороны Каспийского моря… народах и землях»). In dit bericht werd Lezgistan beschreven als vijf provincies (Akoesja, Tabassaran, Koeba, Dzjar en Goelachan) en vijf volkeren (Chassoe-Koemyks, Koereli, Koerei, Koemyk en Sjaki) omvattend. Hij stelde dat de naam Lezgistan niet alleen Zuid-Dagestan betekende, maar “verschillende landen en volkeren, bijvoorbeeld Tavlintsy, Akoesjinen, Koebinen, Koerels, Dagestanis, Dzjars, Koemuks, Kajtags, Tabassaranen en anderen die in de bergen van de Kaukasus wonen of onder hen, naar het oosten, naar de Kaspische Zee".
In de loop van de tijd begonnen sommige auteurs het grondgebied van Dagestan op verschillende manieren aan te duiden: een deel als "Dagestan", en het andere als "Lezgistan". Dagestan (opper- en neder) en Lezgistan verschijnen in Gerber's Bericht. Volgens informatie verzameld onder de Koebinen in de jaren 1830, was Koeba verdeeld in twee delen: "tussen de rivieren Samoer en Koedial wordt Lezgistan genoemd, en het deel vanaf de Koedial en verder de bergen in heet Toerkistan. Boedoech en een deel van de Chanalyg-mahals werden Dagestan genoemd vanwege hun bergachtige ligging.
Volgens het Encyclopedisch Woordenboek van Brockhaus en Efron (1906) was Lezgistan het deel van de Kaukasus dat werd bewoond door de Lezginen, waarbij Lezginen een conventionele naam was voor de bergbewoners van de regio Dagestan en delen van de zuidelijke helling van de Grote Kaukasus, en door de Russen voornamelijk gebruikt werd voor de zuidelijke Dagestanis, terwijl de noordelijke Dagestanis bekend stonden als Tavlinen.
De Dagestaanse etnograaf Michail Ichilov, met verwijzing naar de Dagestaanse historicus Rasoel Magomedov, merkte op dat na de annexatie van Dagestan door Rusland in 1813, "de bevolking van Zuid-Dagestan vanaf die tijd duidelijker Lezginen en hun land Lezginstan begon te heten. Tijdens de Kaukasusoorlog was deze naam al stevig verankerd in Zuid-Dagestan.
Nadat door de Unie van Volkeren van de Noordelijke Kaukasus op het grondgebied van de oblast Dagestan en de bergachtige districten van de oblast Terek de Bergrepubliek van de Noordelijke Kaukasus uitgeroepen werd, stond in de krant "Noordelijke Kaukasus" een artikel onder de titel "Onafhankelijkheid van de Bergen en generaal Denikin" (gepubliceerd vòòr februari 1919): "Sinds de val van de Kerensky-regering en de triomf van de Sovjetmacht, hebben de bergvolkeren tussen de twee zeeën, van Abchazië tot Lezgistan, zich verenigd in één staatsunie ... ".

## Republiek Lezgistan
Na het uiteenvallen van de Sovjet-Unie werd het door de Lezginen bewoonde grondgebied verdeeld tussen twee onafhankelijke staten, Rusland en Azerbeidzjan. Onder de Lezginen-intelligentsia van Rusland en Azerbeidzjan ontstond het idee om de Lezgische landen te verenigen in een Republiek Lezgistan, als deel van de Russische federatie. De belangrijkste vertegenwoordiger van dit idee was de Lezgische nationale beweging "Sadval" (Lezgisch: "Eenheid"), welke in Azerbeidzjan als terroristische organisatie wordt beschouwd en daar verboden is.
In december 1991, tijdens het constitutionele vacuüm na de ineenstorting van de Sovjet-Unie, riep het Volkscongres van de Lezgen de oprichting uit van een onafhankelijke staat Lezgistan, onder opname van territoria van zowel Dagestan als Azerbeidzjan. Omdat de Samoer een internationale grens werd, zouden de Lezginen worden geconfronteerd met een dreiging van verdeeldheid. Als gevolg van toenemende spanningen organiseerde Sadval aan beide zijden van de grens demonstraties, waarna ontmoetingen op hoog niveau tussen de regeringen van Azerbeidzjan, Rusland en Dagestan plaatsvonden. De Tsjetsjeense historicus Timoer Moezajev wees erop dat "De separatistische tendensen van de nationale beweging van de Lezgen een uitsluitend anti-Azerbeidzjaanse oriëntatie hebben", en dat "Lezgische ideologen, die het recht van de Lezgen rechtvaardigen om een nationale staat in de vorm van een Russische autonome republiek te creëren, aangeven dat de Lezginen ooit (1806 -1813) onderdeel van de Russische staat werden, en niet onderdeel van Azerbeidzjan. Daarom hebben verdragen en overeenkomsten die gericht zijn op het verdelen van het grondgebied van Lezgistan geen rechtskracht.